# Szilágyi N. Zsuzsa
Szilágyi N. Zsuzsa (Kolozsvár, 1972. február 24. –) erdélyi magyar irodalomtörténész, szerkesztő. Szilágyi N. Sándor (1948) lánya.

## Életútja, munkássága
Középiskoláit a bukaresti magyar líceumban kezdte és a sepsiszentgyörgyi Mikes Kelemen Líceumban végezte (1990), majd a Babeș–Bolyai Tudományegyetemen szerzett magyar–angol szakos tanári oklevelet (1995), ugyanott magiszteri fokozatot szociolingvisztikából.
Kutatásai az irodalom és a nyelv határterületére fókuszálnak, szakdolgozatának címe: A megértést meghatározó tényezőkről William Shakespeare A vihar című drámája kapcsán. Ebben bemutatja, hogy „a nyelvi világmodell szerkezeti elemeinek jelenléte hogyan alakítja az irodalmi mű megértését, 1997-ben pedig, magiszteri dolgozatában azt, hogy a különböző műfajokról való tudásunk hogyan lesz alapja egy sajátos nyelvi kategorizációnak: Az ezerarcú hős történetei, avagy a nyelv implicit műfajelmélete.
1995-től a Kriterion Könyvkiadó kolozsvári szerkesztője volt, többek közt a Téka-sorozat szerkesztője. Szerkesztett köteteihez gyakran ő írt előszót. Főképp nyelvi szempontú irodalmi elemzéseit a Helikon, Kellék, Nyílt Lapok, Hungarológia közölte.
2000-től Budapesten él, 2005-től az Európai Utast szerkesztette.

## Szerkesztései (válogatás)
- Reményik Sándor válogatott versei és Arany János kisebb költeményei (mindkettő: Kolozsvár, 1996. Remekírók Diákkönyvtára)
- Páskándi Géza: Túlélés kapuja (válogatott versek, Kolozsvár, 1996)
- Reményik Sándor: Álomhalász (húsz vers, Simon Györgyi grafikáival. Kolozsvár, 1998)
- Arany János kisebb költeményei (Kolozsvár, 1998. Remekírók Diákkönyvtára)
- „hírünk, nevünk virágozni fog”. 1848–1849. A magyar forradalom és a szabadságharc dokumentumaiból (Bukarest–Kolozsvár, 1998. Kincses Könyvtár)
- Kós Károly (1883-1977): A Gálok. Varju nemzetség. Budai Nagy Antal históriája. Kolozsvár : Kriterion, 2010. 449 p. ISBN 978-973-26-0986-6